# Julija Anatolijivna Tkacs
Julija Anatolijivna Tkacs (ukránul: Юлія Анатоліївна Ткач; Kovel, 1989. szeptember 26. –), születési nevén  Osztapcsuk ukrán női szabadfogású birkózó. A 2018-as birkózó-világbajnokságon bronzérmet nyert 62 kg-os súlycsoportban, szabadfogásban. Egyszeres világbajnoki arany- és ezüstérmes, kétszeres világbajnoki bronzérmes. Kétszeres Európa-bajnoki arany-, egyszeres ezüst- és háromszoros bronzérmes. A 2008-as pekingi, a 2012-es londoni és a 2016-os Rio de Janeiro-i olimpián is részt vett.

## Sportpályafutása
A 2018-as birkózó-világbajnokságon a 62 kg-osok súlycsoportjában a döntő során a magyar Sastin Marianna volt az ellenfele. A mérkőzést 2–0-ra nyerte.